# Fernando Rifan
Fernando Arêas Rifan (São Fidélis, Brasil, 25 de octubre de 1950) es el obispo titular de Cedamusa  y administrador apostólico de la Administración Apostólica Personal de San Juan María Vianney.

## Biografía
Fernando Rifan se unió desde joven al movimiento que el obispo Antonio de Castro-Mayer lideró en Brasil contra las reformas conciliares de la Iglesia católica en la segunda mitad del siglo XX. Estuvo presente como acólito en las consagraciones de los cuatro obispos en Écône el año 1988.